# 高島直樹
高島 直樹（たかしま なおき、1950年（昭和25年）5月13日 - 2023年（令和5年）10月2日）は、日本の政治家。
東京都議会議員（6期）、東京都議会議長（第46代）、東京都議会オリンピック・パラリンピック推進対策特別委員長、2016年東京オリンピック招致委員会理事、2020年東京オリンピック・パラリンピック競技大会組織委員会理事、自由民主党東京都支部連合会幹事長、東京都議会自由民主党幹事長・政務調査会長、足立区議会議員（3期）等を歴任した。

## 概要
東京都足立区千住生まれ。獨協中学校・高等学校を経て獨協大学経済学部卒業。1976年3月に東京都議会議員の秘書となる。1981年3月からは実家の株式会社高島製餡所に3代目として従事した。1983年に足立区議会議員に当選し、3期務める。1993年に区議を辞職し、東京都議会議員選挙に立候補するが、落選に終わった。1997年7月に再び立候補して、東京都議会議員に初当選を果たし、以後3期連続で務めた。
2006年6月より東京都議会自由民主党政務調査会長、2008年8月より東京都議会自由民主党幹事長。2009年の東京都議会議員選挙では、前回の都議選で選挙区において最下位当選だったため、序盤から苦戦が予想されていた。さらに、自民党を離党した元足立区議会議員2人が無所属で立候補したため、高島を含む保守系4候補で自民党支持層の票を奪い合う構図となった。これにより苦戦し、東京都知事の石原慎太郎や元首相の森喜朗、農林水産大臣の石破茂といった有力者が支援に駆けつけたが、当選できなかった。落選後、都議会自民党特別顧問に起用される。2013年、東京都議会議員選挙に自民党公認で足立区選挙区から立候補し、トップ当選により4年ぶりに返り咲いた。
2014年10月3日、従来は2年毎の交代が慣例だった東京都議会議長の職を吉野利明が1年で辞任し、高島が第46代議長に選出された。しかし、この慣例を逸脱した出来事に、日本共産党や民主党を始めとした野党4党が反発し、39人の都議が白票を投じる異例の事態となった。2015年10月8日、高島も1年で議長を辞任したため、再び野党から反発を受けた。
2016年9月7日、石原伸晃会長以下、自民党東京都連執行部の総退陣に伴い、9月6日に石原に代わって都連会長に選出された下村博文の下、内田茂の後任の自民党東京都連幹事長に選出された。
晩年は入退院を繰り返していたが、2023年10月2日に間質性肺炎のため東京都の病院で死去した。73歳没。死没日付をもって正五位に叙され、旭日中綬章を追贈された。

## 政策・主張
- 小池百合子都知事が制定を目指す東京都の罰則付き受動喫煙防止条例案について、「都内の小規模飲食店を排除する条例案」「排除、再び」として批判していた[15]。

## 政治献金
- 全国たばこ販売政治連盟や全国たばこ耕作者政治連盟といったたばこ関連団体から、2010年から2015年の間に10万円の政治献金を受けている[16]。

## 人物
- 杉並区長の田中良とは、党は違うが長年の友人であった[17]。